# Axel van Trotsenburg

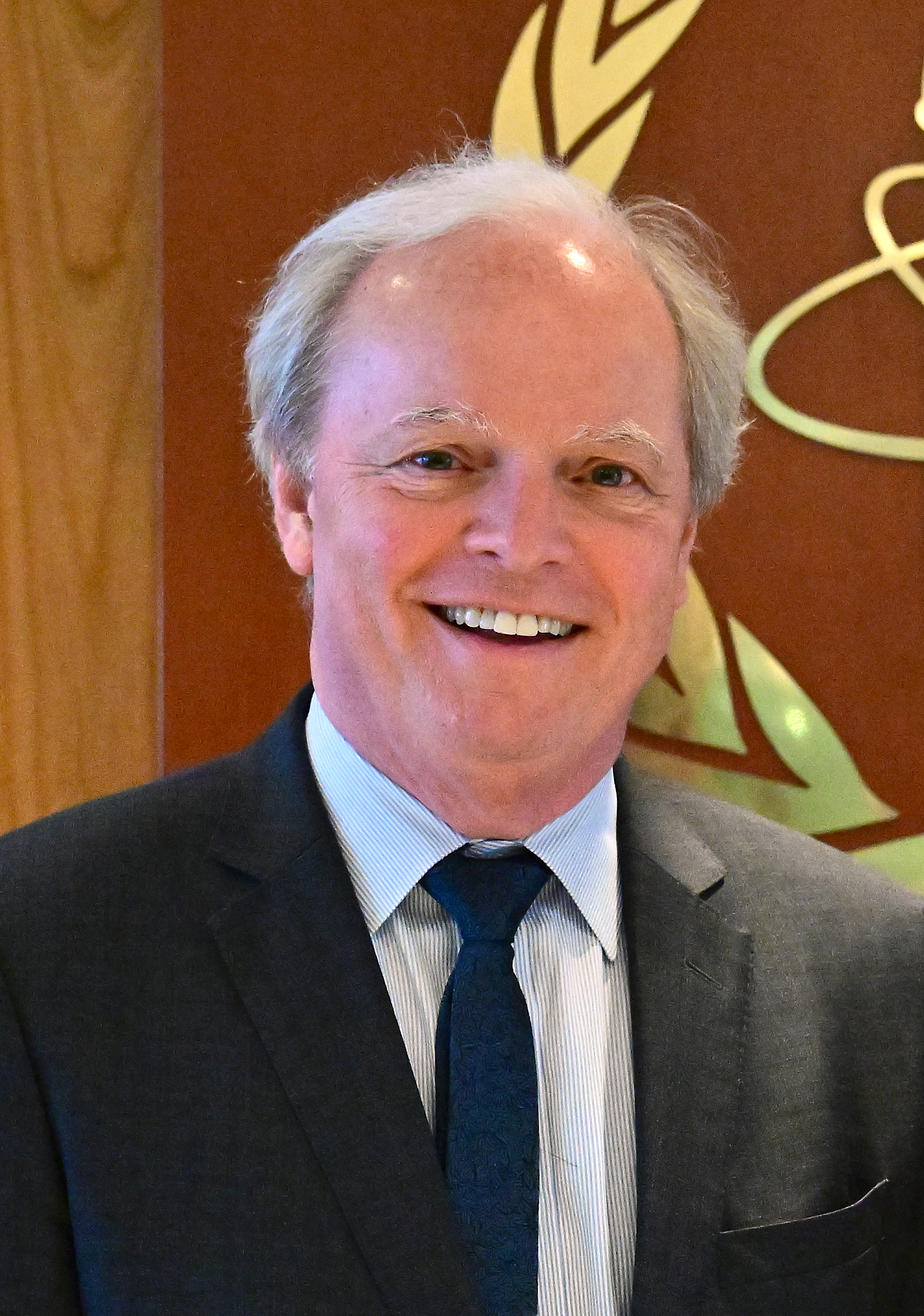
Axel-Van-Trotsenburg (2025)

Axel van Trotsenburg (* 6. Dezember 1958 in Bussum) ist ein niederländisch-österreichischer Wirtschaftswissenschaftler und Entwicklungsexperte, der als Senior Managing Director für den Bereich Entwicklungspolitik und Partnerschaften der Weltbank verantwortlich ist. Er hatte mehrere Positionen bei der Weltbank inne, darunter Managing Director of Operations und amtierender CEO.
Van Trotsenburg ist verantwortlich für die Ausweitung des Engagements in den Bereichen globale öffentliche Güter, Klimawandel und Schuldentragfähigkeit sowie für die Leitung des Engagements der Weltbank bei den Vereinten Nationen, der G20, der G7 und anderen internationalen Finanzinstitutionen.

## Leben und Wirken
Van Trotsenburg wurde in Bussum in den Niederlanden geboren und zog im Alter von 12 Jahren nach Österreich. Er studierte Internationale Angelegenheiten an der Johns Hopkins University in Bologna in Italien und Wirtschaftswissenschaften an der Universität Graz in Österreich. Er setzte sein Studium an der Carleton University in Ottawa fort, wo er einen Master in Internationalen Beziehungen erwarb, und promovierte später in Wirtschaftswissenschaften an der Universität Wien.
Van Trotsenburg begann seine Laufbahn in der Wirtschaftsforschung bei der OECD in Paris. 1988 kam er als Berufsanfänger zur Weltbank und wurde bald zum Länderökonomen für Guatemala befördert. Während seiner Arbeit in Guatemala verfasste van Trotsenburg den Projektbericht, der das Darlehensprojekt der guatemaltekischen Regierung zur wirtschaftlichen Modernisierung unterstützte. Außerdem verfasste er das Wirtschaftsmemorandum für Guatemala aus dem Jahr 1991 und als leitender Länderökonom für die Elfenbeinküste im Jahr 1993 verfasste er Berichte mit Empfehlungen für Darlehen an die Elfenbeinküste.
1996 wurde er zum Manager für die Initiative für hochverschuldete arme Länder (HIPC) befördert, wo er für das Programm zum Schuldenerlass für die ärmsten Länder der Welt verantwortlich war. 2002 wurde er zum Länderdirektor für Argentinien, Chile, Paraguay und Uruguay ernannt und 2007 zum Länderdirektor für Mexiko und Kolumbien.
2009 übernahm van Trotsenburg die Rolle des Vizepräsidenten für konzessionäre Finanzierung und globale Partnerschaften und wurde 2013 zum Vizepräsidenten für die Region Ostasien und Pazifik ernannt. Drei Jahre später wurde er zum Vizepräsidenten für Entwicklungsfinanzierung ernannt. Während seiner Zeit als Vizepräsident leitete er die allgemeine Kapitalerhöhung 2018 und die Wiederauffüllung der IDA. Im Jahr 2019 wurde er Vizepräsident für Lateinamerika und die Karibik und im selben Jahr  kommissarischer CEO der Weltbank und wurde dann 2019 Managing Director of Operations.
Im Jahr 2023 wurde van Trotsenburg zum Senior Managing Director befördert, der für die Entwicklungspolitik und Partnerschaften der Weltbank zuständig ist.